# 윌리엄 부카누스
윌리엄 부카누스 ( Guilaume De Buc, 영어: William Bucanus; ? - 1603년) 스위스-프랑스 계의 칼빈주의 신학자이다. 그의 저서 <신학강요( Institutiones theologicae (제네바, 1602)>는 개혁교회 신학의 최초의 조직신학의 하나로 꼽힌다.
벤저민 워필드는 웨스트민스터 신앙고백의 성경에 대한 부분에 인용된 학자들 중에 윌리엄 부카누스를 꼽고 있다.
그는 보통 '로잔의 개혁신학자'로 불리며 그의 신학의 인식원리인 성경론은 그가 계시와 성경으로 말미암은 하나님을 아는 지식이 어거스틴의 삼위일체론 전통을 따라 삼위일체적 구조에 연관된다.